# Paludamentum

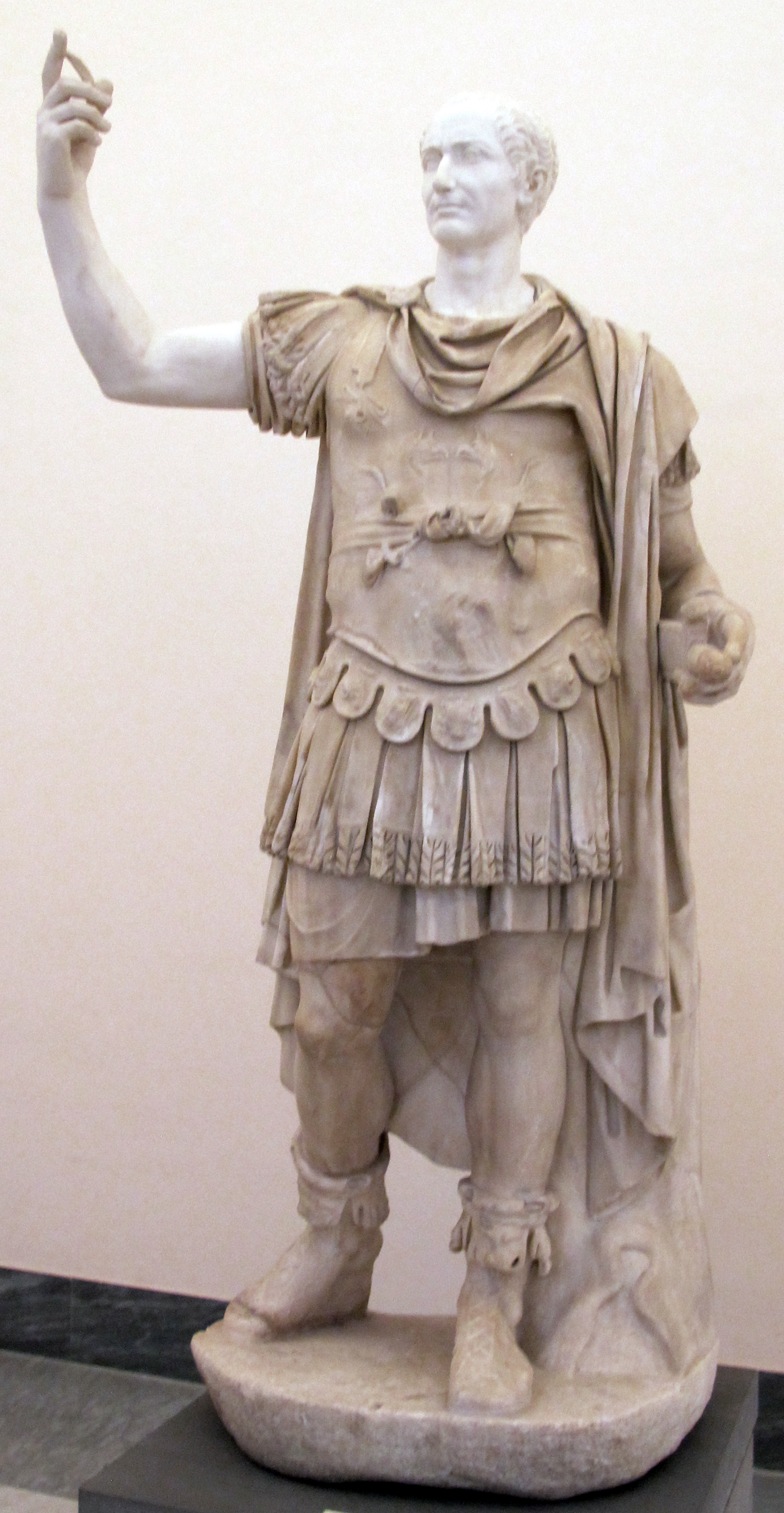
Paludamentum (przykład z rzeźby rzymskiej II/III w.n.e.)

Paludamentum (łac.) – rzymski wojskowy płaszcz wełniany sięgający do kolan lub poniżej łydek, spinany na prawym ramieniu. 
Władcy (cesarze) nosili paludamentum w kolorze purpury, naczelnym wodzom przysługiwał on w kolorze szkarłatnym, natomiast oficerom – w kolorze białym. Żołnierze (zwłaszcza w okresie cesarstwa) nosili paludamentum z grubej wełny barwy naturalnej. Płaszcz ten nakładano przed wymarszem na wyprawę wojenną. W epoce cesarstwa  terminem tym zwyczajowo określano sagum purpureum będące okryciem cesarza, podczas gdy płaszcz żołnierski nazywano sagum gregale.